# Storia delle ferrovie in Algeria
La storia delle ferrovie in Algeria ebbe inizio durante il periodo coloniale francese con l'apertura, nel 1859, di una ferrovia di 11 km, a scartamento metrico che partiva dalle miniere di Karezas e giungeva a La Seybouse, nei sobborghi di Bône.
La linea, denominata Chemin de fer des mines de Mokta-el-Hadid à la mer, fu la prima ad entrare in funzione nel territorio algerino.

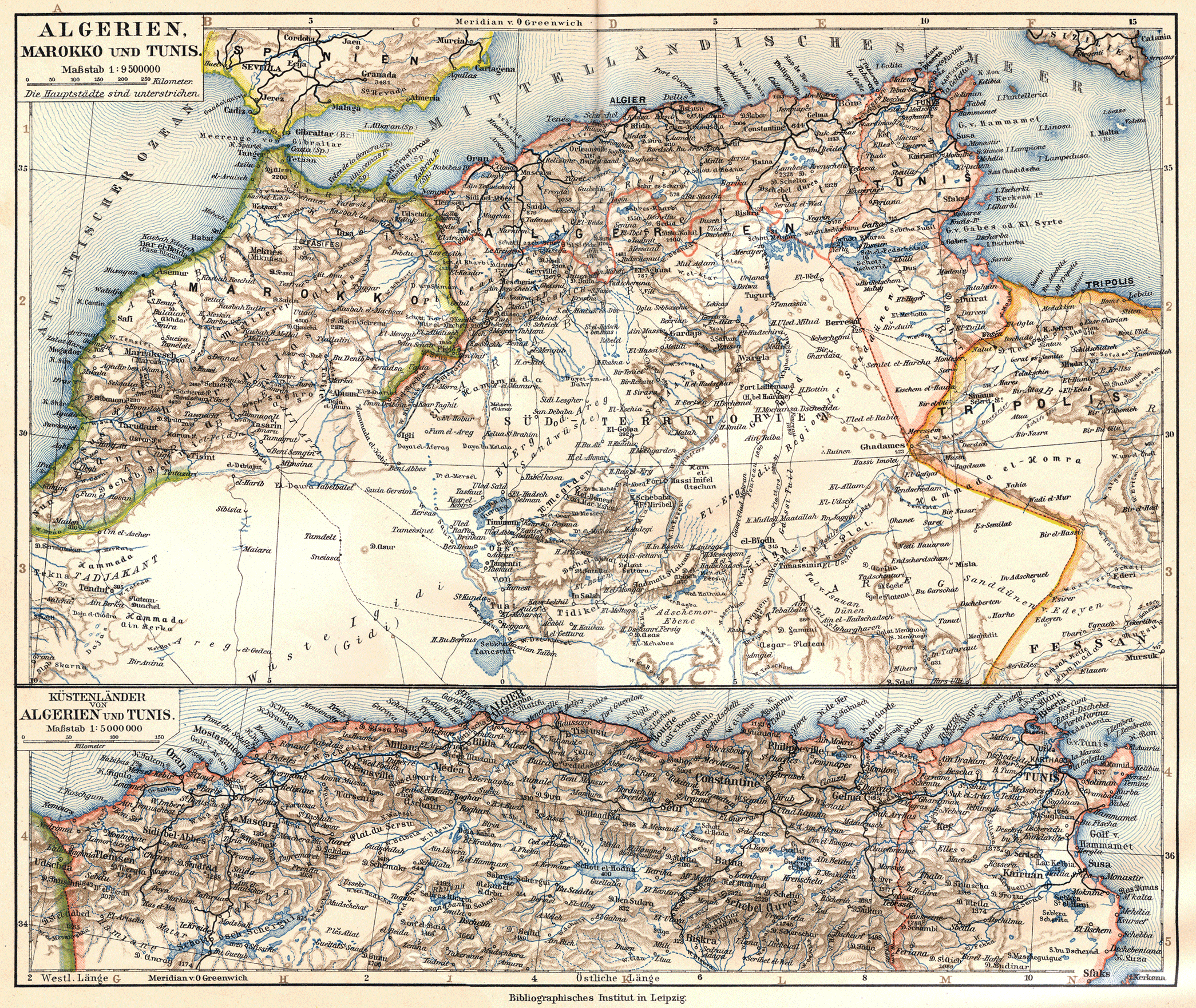
Carta dell'Algeria con le ferrovie nel 1905

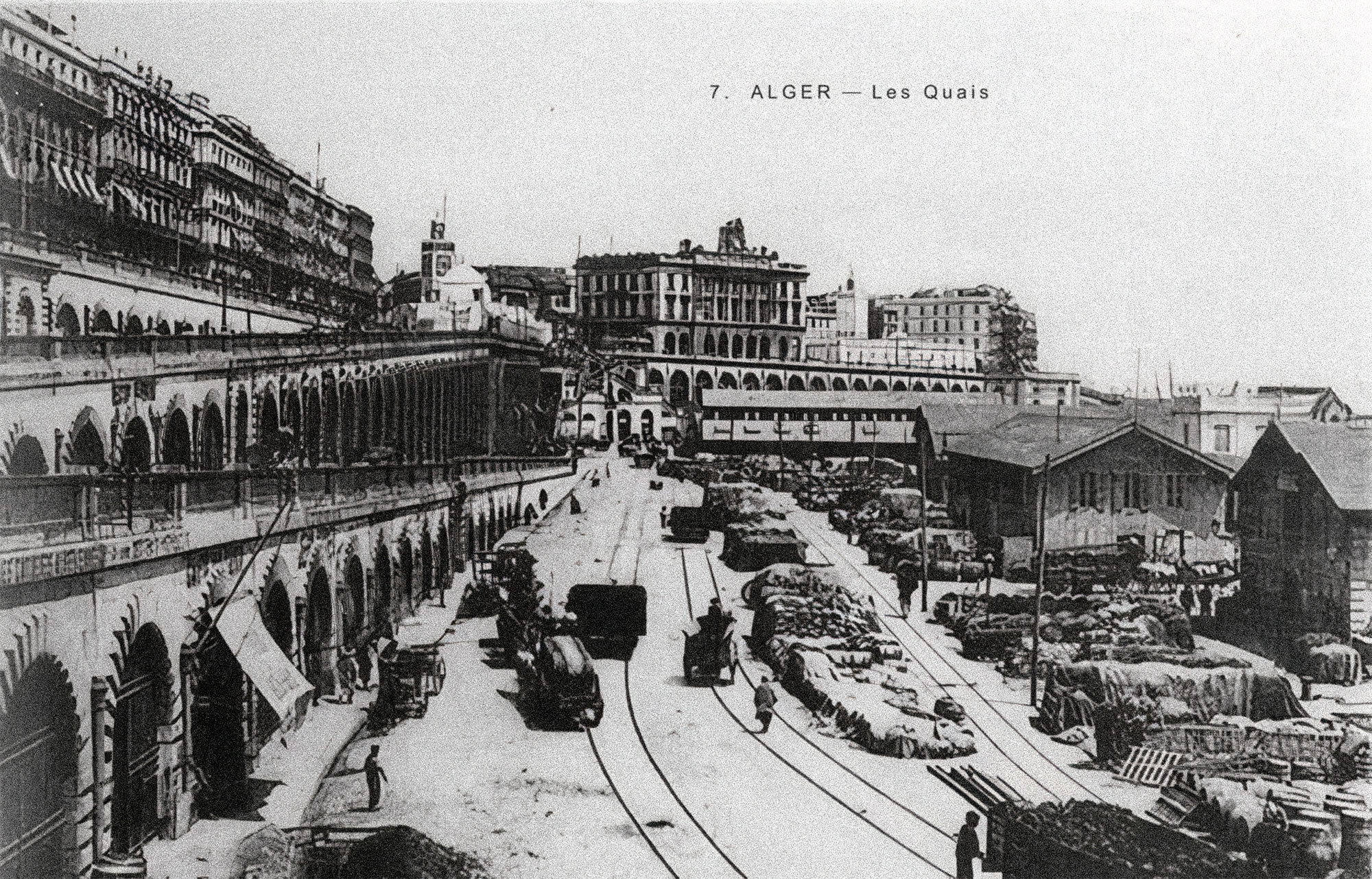
Stazione di Algeri intorno al 1900

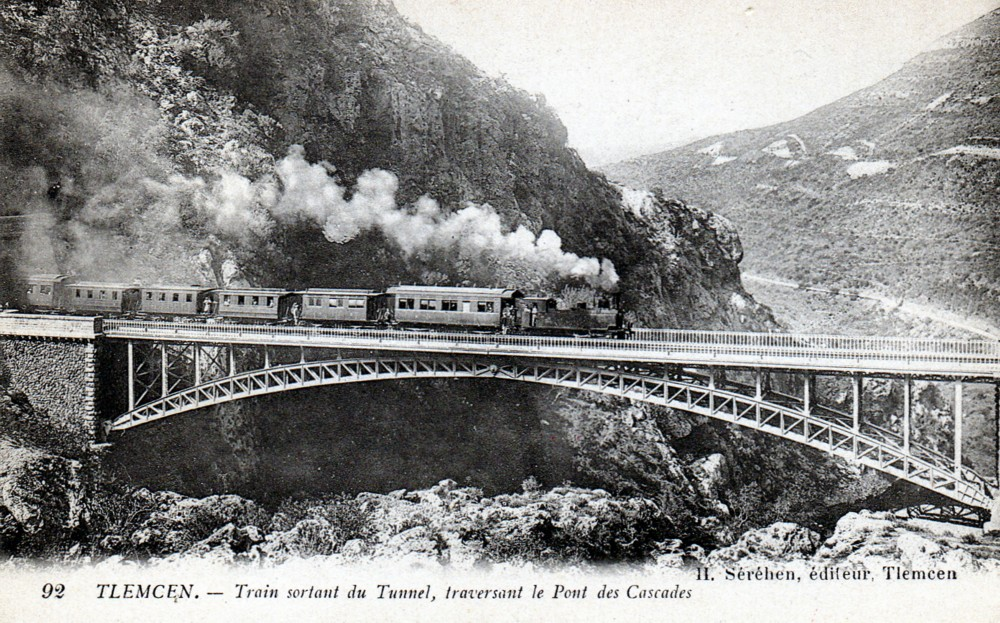
Treno della Compagnie dell'Ouest sul viadotto di Tlemcen, nel 1905

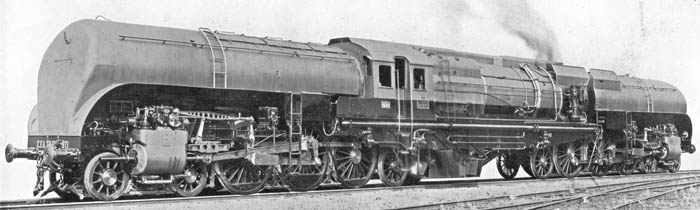
Locomotiva Garratt della CFA nel 1936

## Storia

### Prodromi
Lo sviluppo delle ferrovie in Algeria fu voluto da Napoleone III a sua volta incoraggiato dal duca di Morny coinvolto in molte imprese ferroviarie, presidente della Compagnie du Grand-Central e vice presidente della Compagnie du chemin de fer d'Orléans.
L'8 aprile 1857 venne emesso un decreto imperiale in seguito al quale lo Stato francese autorizzava la costruzione di una rete ferroviaria in Algeria della lunghezza complessiva di 1.357 km. Questo prevedeva una linea principale lungo la costa tra Costantina, Algeri e Orano che servisse anche Aumale, Sétif, Blidah, Orléansville e Sainte-Barbe-du-Tlélat con una estensione fino a 881 km. Da questa, erano indicate una serie di diramazioni a servizio dei porti principali: 
- Philippeville-Costantina, di 87 km
- Bougie-Sétif, di 110 km
- Bône-Costantina, di 202 km
- Ténès-Orléansville, di 58 km
- Orano-Tlemcen per Sainte-Barbe-du-Tlélat e Sidi-Bel-Abbés, di 120 km
- da Arzew e Mostaganem per Relizane, di 68 km

Il piano, di massima, ricalcava quelli precedenti proposti da vari finanzieri tra cui i fratelli Pereire e casa Rotschild che, per varie motivazioni erano stati accantonati.

### Primi progetti
Nel 1853 la società des Mines et Hauts-Fourneaux des Karezas, che nel 1864 si sarebbe trasformata in "Compagnie des Minerais de Fer magnétiques de Mokta-el-Hadid", progettò una ferrovia di 11 km, denominata chemin de fer des mines de Mokta-el-Hadid à la mer, che partiva dalle miniere di Karezas e giungeva a La Seybouse. Il servizio, soltanto minerario ebbe inizio nel settembre 1859.
Il piano imperiale del 1857 prevedeva come prioritarie, per permettere lo sfruttamento delle risorse naturali e consolidare la presenza francese in Algeria, tre tratte: la Algeri-Blida, la Philippeville-Costantina e la Orano-Saint-Denis-du-Sig.

### Nascono le compagnie ferroviarie
In base alle leggi dell'11 luglio 1860 la Compagnie des chemins de fer algériens (CFA) ottenne le prime tre concessioni.
La CFA era una società anonima con sede a Parigi i cui principali azionisti erano banche e investitori facoltosi. Incaricato dei lavori fu sir Samuel Morton Peto, uno dei principali azionisti, che aveva anche il mandato per reperire capitali mediante vendita di azioni ai privati; tuttavia, su 110 000 azioni offerte in vendita ne furono acquistate solo 33 000.
Per costruire la ferrovia tra Algeri e Blida il primo cantiere di lavoro era stato impiantato il 12 dicembre 1859. Vennero in successione iniziati anche i lavori tra Orano e Saint-Denis-du-Sig e per la connessione del porto di Skikda a Costantina ma, a causa dei problemi finanziari dovuti al reperimento dei capitali, furono interrotti. La Algeri-Blida fu aperta all'esercizio l'8 settembre 1862. La Compagnie des chemins de fer algériens operò tra 1860 e 1863, anno in cui venne rilevata dalla PLM.
La concessione per la ferrovia Bône-Guelma venne assegnata alla Société de construction des Batignolles e, nel 1876, ceduta alla Compagnie des chemins de fer Bône-Guelma (BG), fondata nel 1875 da Ernest Goüin; questa costruì 449 km in Algeria.
Per la realizzazione delle linee previste dal piano nacquero anche altre società: la Compagnie des Chemins de fer de l'Est-Algérien (EA), la Compagnie de l'Ouest algérien (OA) e la Compagnie franco-algérienne (CFA). Alla ripartizione delle ferrovie concorse anche la PLM che istituì una sezione apposita denominata PLM réseau d'Algérie. L'obbiettivo previsto fu pienamente raggiunto in quanto vennero realizzate complessivamente 1 365 km di ferrovie che collegarono le località più importanti del paese.

### Il progetto abortito della Trans-sahariana
Nel 1879 l'ingegnere francese Adolphe Duponchel fu incaricato degli studi di una ferrovia (Chemin de fer Méditerranée-Niger) che avrebbe dovuto collegare al Mediterraneo, nei porti algerini, il cuore dell'Africa coloniale francese; lo scopo era quello di creare una nuova rotta commerciale che raggiungesse il Niger collegando la colonia del Sudan francese. Fu approntata anche una commissione ministeriale di studi. Il colonnello Paul Flatters condusse una prima missione di esplorazione del Sahara nel 1880; ma il 16 febbraio 1881 cadde in un'imboscata da parte dei Tuareg insieme alla sua équipe. Il progetto, rinviato e ridiscusso svariate volte alla fine decadde.

### Seconda fase di costruzioni

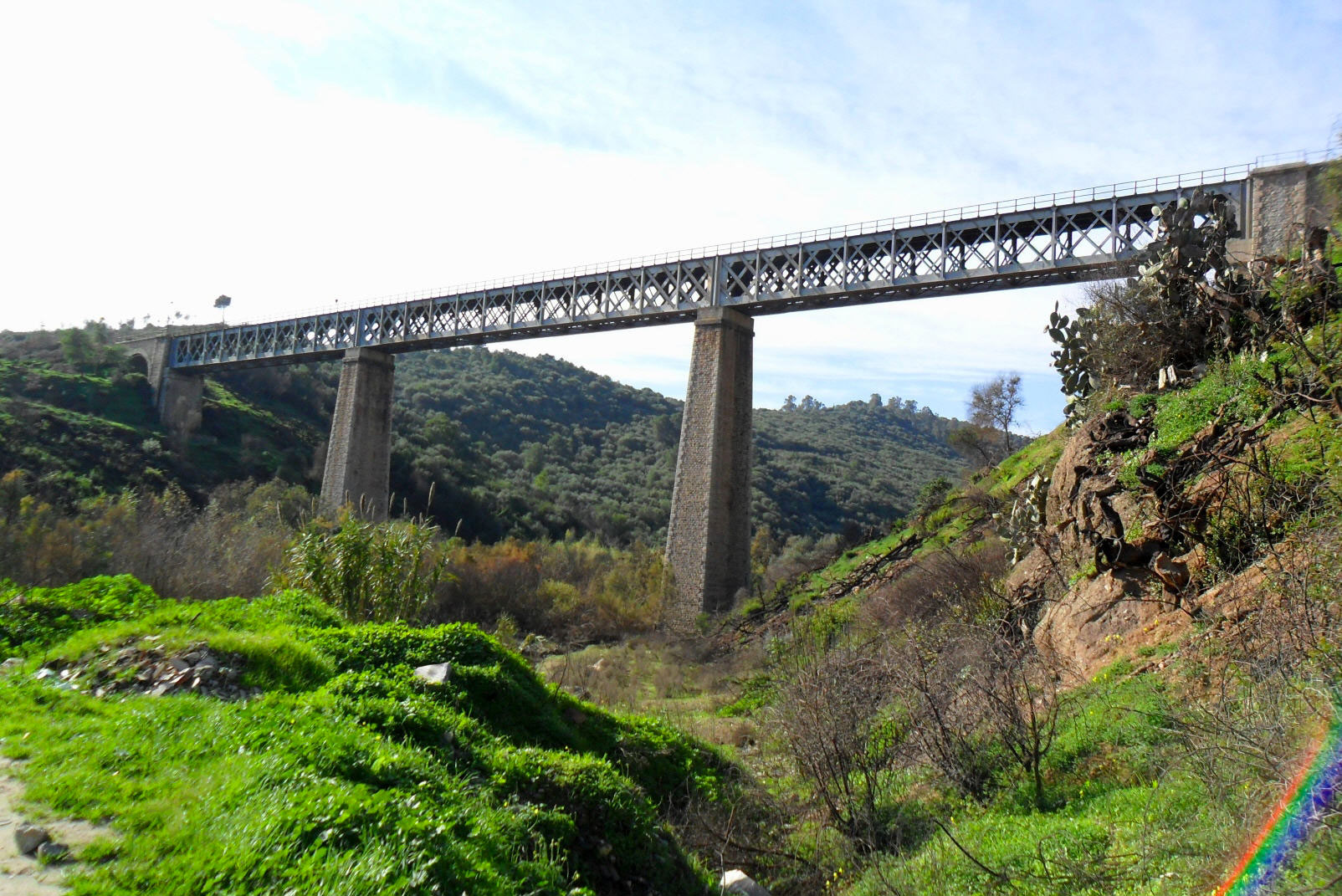
Viadotto in ferro di Beni Amrane

Il 18 luglio 1879 (durante la Terza Repubblica, presidente Jules Grévy) venne emanata una legge che prevedeva una nuova fase di investimenti per la costruzione di ulteriori 1747 km di ferrovie, di interesse locale, con partecipazione finanziaria degli enti territoriali e di privati; prevedeva le seguenti direttrici: 
- Sainte-Barbe-du-Tlélat-Tlemcen di 139 km,
- Tlemcen-frontiera Marocco di 59 km,
- Mostaganem-Tiaret via Aïn-Tédelès e Relizane di 200 km,
- Ténès-Orléansville di 58 km,
- Mouzaïaville-Berrouaghia di 96 km,
- Ménerville-Sétif di 254 km,
- Ménerville-Tizi-Ouzou di 51 km,
- Bougie-Beni-Mançour di 87 km,
- El-Guerrah-Batna e Biskra di 201 km,
- Aïn-Béïda-Ouled-Rahmoun (diramantesi dalla Algeri-Costantina) di 89 km,
- Tébessa-Souk Ahras (con diramazioni verso l'Ouenza e le Kouif) di 130 km,
- Orano (La Sénia)-Aïn-Témouchent di 70 km.

Nel trentennio successivo il totale di ferrovie realizzate raggiunse i 2 035 km.
Nel 1881 fu fondata la Compagnie de l'Ouest algérien' (OA) con lo scopo di costruire e gestire, nel dipartimento di Orano, una rete ferroviaria a scartamento normale e una a scartamento ridotto (1.055 mm) tra Blida e Djelfa. Nel 1885 la compagnia aprì al traffico le linee, a scartamento normale, Orano (la Senia)-Aïn Témouchent di 75,5 km e Tabia-Raz-el-Ma-Crampel di 69 km. Nel 1890 Orano (Sainte-Barbe du Tlélat) fu collegata a Sidi-bel-Abbès-Tabia-Tlemcen per complessivi 138,5 km.
Il primo raccordo tra le reti ferroviarie algerina e tunisina, Souk Ahras-Ghardimaou fu fatto nel 1884. Nel 1886 la Compagnie des chemins de fer Bône-Guelma inaugurò il primo collegamento passeggeri tra Algeri e Tunisi. Il prolungamento della linea Sidi Bel Abbés-Tlemcen verso la frontiera marocchina realizzò la connessione ferroviaria col Marocco (Akid Abbés-Oujda).
La Compagnie de l'Ouest nel 1891 aprì una linea di 45 km, a scartamento 1.055, tra Blida e Berrouaghia.
La società delle "Chemins de fer sur routes d'Algérie" (CFRA) ottenne la concessione di quattro linee nei dintorni di Algeri (dichiarate di pubblica utilità il 16 gennaio 1892. Una seconda rete di tre linee e un prolungamento la ottenne il 19 settembre 1905.

### Prospetto delle società esercenti nel periodo coloniale
| Nome società                                                   | Finalità                                                            | Anni esercizio     | Note                                                    |
| -------------------------------------------------------------- | ------------------------------------------------------------------- | ------------------ | ------------------------------------------------------- |
| Compagnie des chemins de fer algériens                         | costruire/gestire prime 3 ferrovie in Algeria                       | 1860 - 1863        | fallita e rilevata da PLM                               |
| PLM réseau d'Algérie                                           | costruire/gestire linee concesse e costruite                        | 1863 - 1939        |                                                         |
| Compagnie de l'Ouest algérien                                  | costruire e gestire rete dipartimento di Orano                      | 1881 - 1920        |                                                         |
| Compagnie franco-algérienne                                    | costruire/gestire rete dipartimento Orano                           | 1873 - 1888 (1900) | rilevata da CFAE                                        |
| Réseau Oranais de l'État                                       | nome rete ferroviaria statale di Orano                              | 1916 - 1927        |                                                         |
| Compagnie des Chemins de fer de l'Est-Algérien                 | costruire/gestire rete dipartimento Costantina                      | 1879 - 1908        | rilevata da CFAE                                        |
| Compagnie des chemins de fer Bône-Guelma                       | costruire/gestire rete ferrovie in Algeria                          | 1875 - 1915        | rilevata da CFAE                                        |
| Compagnie des chemins de fer algériens de l'État               | gestire rete ferroviaria Costantina, Orano e Bône                   | 1908/1912 - 1938   |                                                         |
| Compagnie du chemin de fer Bône - Mokta - Saint Charles        | costruire/gestire ferrovia dipartimento Bône                        | 1858 - 1915        | rilevata da CFAE                                        |
| Compagnie du tramway a vapeur de Bône à La Calle et extensions | costruire/gestire ferrovia Bône-La Calle, dipartimento Costantina   | 1904 - 1939        |                                                         |
| Société des chemins de fer sur route d'Algérie                 | gest. tranvie e ferrovie a scartamento ridotto; dipartimento Algeri | 1894 - 1935        |                                                         |
| Office des chemins de fer algériens                            | gestire ferrovie in Algeria                                         | 1939 - 1959        |                                                         |
| Société nationale des chemins de fer français en Algérie       | gestire ferrovie dell'Algeria                                       | 30 giugno 1959-    | Convenzione governo/Office des chemins de fer algériens |

### XX secolo: riordino della gestione ed estensione della rete

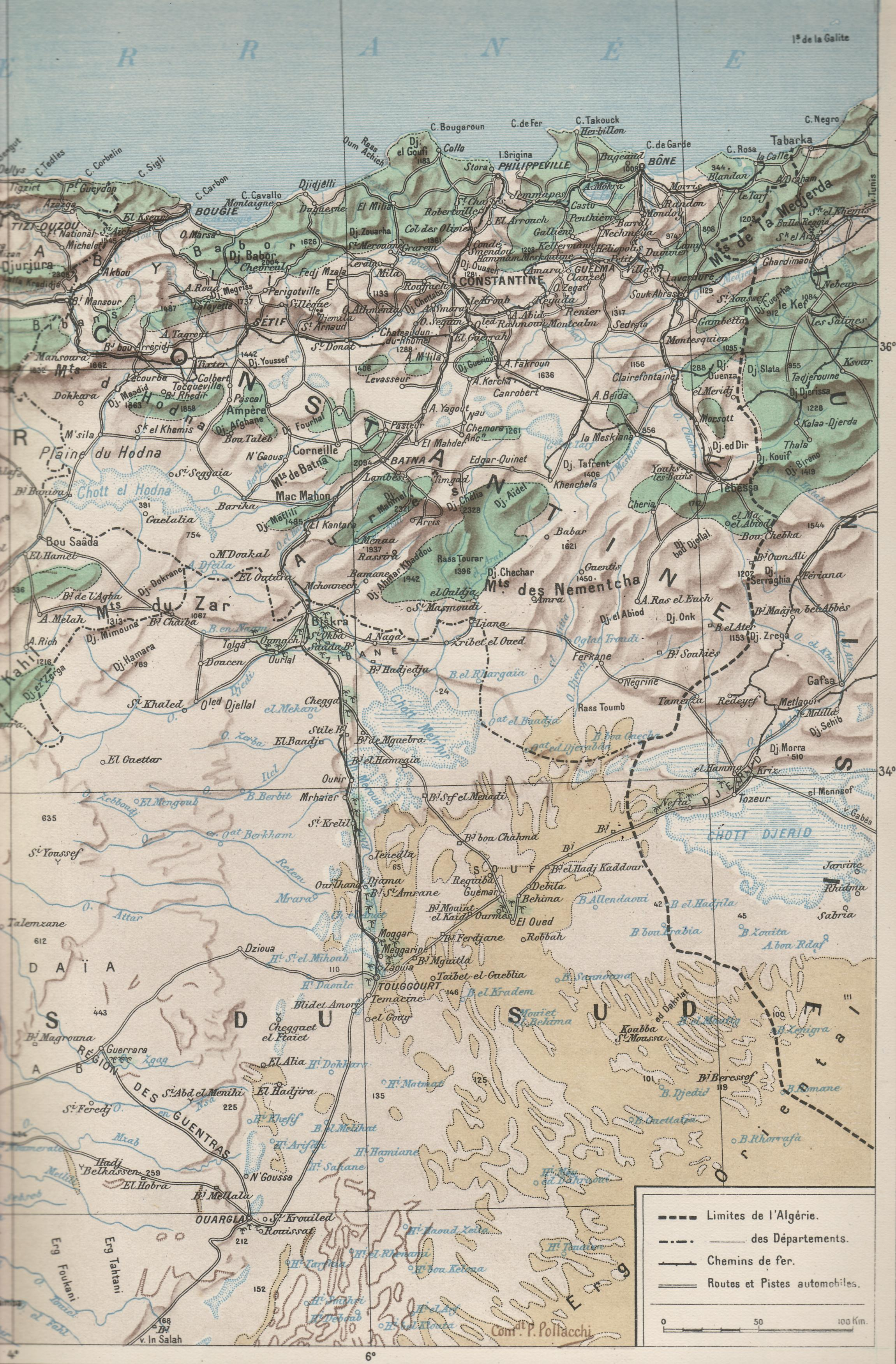
Carta del Dipartimento di Costantina, con le ferrovie, nel 1930

Il 29 aprile 1900 la Compagnie du chemin de fer Bône - Mokta - Saint Charles ottenne l'autorizzazione a prolungare la ferrovia mineraria "Mokta-el-Hadid à la mer"; la ferrovia, di 65,9 km, tra Aïn-Mokra e Saint-Charles fu aperta il 1º maggio 1905.
Il 29 luglio 1904 le ferrovie private algerine furono oggetto di una riforma che limitò notevolmente lo spazio di azione delle società fino alla completa statalizzazione della rete algerina.
La Compagnie franco-algérienne e la Compagnie des chemins de fer Bône-Guelma, nei primi anni del Novecento perdettero la concessione. La "Bône-Guelma" perdette anche la rete dell'est algerino nel 1908 e si trovò ad esercire la maggior parte delle proprie ferrovie in Tunisia.
Nel 1908 venne creata in Algeria la Compagnie des chemins de fer algériens de l'État (CFAE), una compagnia francese, per assumere l'esercizio della rete a scartamento metrico delle regioni di Costantina, Orano e Bône; nello stesso anno assunse la gestione della ferrovia Aïn Beïda-Khenchela.
La Compagnie du Tramway d'Oran à Hammam Bou-Hadjar inaugurò nel 1911 una linea tranviaria con trazione a vapore tra Orano e Hammam Bou Hadjar, a scartamento ridotto 1055 mm e della lunghezza di 72 km.
Negli anni dieci del XX secolo la Compagnie de l'Ouest algérien aprì altre ferrovie a scartamento ridotto: il 15 luglio 1912 la Berrouaghia-Boghari (prolungamento di 40 km della linea da Blida) e, tra 1916 e 1921, la Boghari-Djelfa, di 155 km. Rilevò anche la Arzeu-Aïn-Sefra (454 km) dalla Compagnie franco-algérienne, e la Mostaganem-Tiaret (197 km a scartamento ridotto).
La CFAE assunse il controllo, dal 27 settembre 1912, delle reti di alcune compagnie in fallimento; si trattava delle ferrovie della Compagnie franco-algérienne, della Compagnie de l'Est algérien. Nell'aprile 1915 fu la volta della Compagnie des chemins de fer Bône-Guelma; nel 1921 della Compagnie du chemin de fer Bône-Mokta-Saint Charles, della Chemin de fer de Bône à La Calle, della Compagnie des Chemins de fer sur routes d'Algérie e della linea, della PLMA, Philippeville-Constantine.
Il 1º luglio 1921 la rete algerina risultava ripartita tra due compagnie, la CFAE e la PLM (unica compagnia privata sopravvissuta e filiale algerina della Compagnie des chemins de fer de Paris à Lyon et à la Méditerranée).

### Le ferrovie dell'Algeria nazionalizzate nella SCNF
Il 30 maggio 1938 le ferrovie di rilevanza nazionale della Francia furono nazionalizzate e inserite nelle rete della Société nationale des chemins de fer français (SNCF). Per la gestione delle linee algerine, ex-PLMA e della Compagnie des Chemins de fer algériens de l'État, dal 1º gennaio 1939, venne costituito l'Office des chemins de fer algériens (OCFA); obbiettivo dell'"Office" era la razionalizzazione della rete trasformando le linee più importanti nello scartamento, da ridotto a normale e abbandonando l'esercizio di quelle non redditizie. Le costruzioni, fino al 1946, per effetto di vari investimenti nel tempo, riguardarono 1.614 km di linee. Al termine della seconda guerra mondiale la rete ferroviaria algerina raggiungeva i 5.015 km, quasi del tutto a binario unico e non elettrificati. Si aggiungevano a questi le ferrovie minerarie. I servizi ferroviari offerti erano qualitativamente dello stesso livello di quelli francesi con carrozze letto, ristoro e treni rapidi con carrozze in acciaio inossidabile tipo "Mistral".
Iniziarono ad essere convertite a scartamento normale le ferrovie, Oued Kébérit–Tébessa di 68,2 km (nel 1942) e Tébessa–El Kouif di 24,8 km (nel 1946), poi elettrificate nel 1951; il 20 dicembre 1957 fu la volta della Biskra–Touggourt di 217 km. Nel 1951 fu elettrificate anche la Souk Ahras–Tarja di 8,5 km. Nel periodo ebbe inizio anche la dieselizzazione totale del parco trazione.
Il 30 giugno 1959 il governo francese siglò una convenzione con l'OCFA con cui dava inizio a una società separata, la Société nationale des chemins de fer français en Algérie (SNCFA).

### Le ferrovie dopo l'indipendenza dell'Algeria
Il 5 luglio del 1962 l'Algeria proclamò l'indipendenza dalla Francia. Era quindi necessario regolare i rapporti e gli assetti precedenti, tra cui la gestione delle ferrovie: con decreto del nuovo Ministero "della ricostruzione, dei lavori pubblici e dei trasporti" n. 63-183 del 16 maggio 1963 la Société nationale des chemins de fer français en Algérie modificò i suoi statuti e la sua denominazione in Société nationale des chemins de fer algériens (SNCFA).
Nel 1975 entrò in funzione un servizio "TRANS-MAGHREB" tra Casablanca, Orano, Algeri e Tunisi, costituito interamente da nuovo materiale rotabile in acciaio inossidabile costruito in Francia. Il servizio internazionale durò poco; a causa dei rivolgimenti politici degli stati attraversati, venne prima limitato e infine soppresso negli anni ottanta.
Il 26 marzo 1976 alla SNCFA subentrò la Société nationale des transports ferroviaires (SNTF).

### La rete ferroviaria diviene interamente algerina
Il 25 marzo 1976 venne emanata l'ordinanza n. 76-28 dello Stato algerino con cui la SNCFA, il cui mandato era scaduto, venne divisa in tre organismi distinti: la Société nationale des transports ferroviaires (SNTF), la Société nationale d'études et de réalisations de l'infrastructure ferroviaire (SNERIF) e la Société d’engineering et de réalisation des infrastructures ferroviaires (SIF).
Venne approntato un programma d'investimento per la costruzione di 203 km di nuove linee, il raddoppio di 200 km di binari sulla costa nord e il risanamento di 1.400 km di linee. Dieci anni dopo, nel 1986, a causa della crisi finanziaria in cui versavano, la SNERIF e la SIF vennero reincorporate nella SNTF.
L'emanazione del decreto legge nº 90-391 del 1º dicembre 1990 produsse ulteriori cambiamenti organizzativi e strutturali della SNTF che cambiò i propri statuti trasformandosi in "Établissement public à caractère industriel et commercial en Algérie" (Ente pubblico economico a carattere industriale e commerciale). La nuova strutturazione portò alla creazione di nove aziende sussidiarie:
- "EIF" che si occupa dell'area tecnica delle telecomunicazioni.
- "EST" con competenza sul segnalamento e sicurezza.
- "EMF" per l'ammodernamento del parco rotabili.
- "INFRARAIL" per le infrastrutture e la rete.
- "Informatique Services", per l'informatizzazione di servizi e impianti.
- "Restau-Rail" per i servizi di ristorazione a bordo.
- "Rail-Express" per i servizi di spedizione merci.
- "PromoImmobilière" per la gestione del patrimonio immobiliare.
- "SIM" per lo sviluppo del trasporto intermodale.

La rete esercita alla fine degli anni novanta dalla SNTF ammontava a 3.500 km.

Rete ferroviaria dell'Algeria, nel 2014

### XXI secolo; i grandi cambiamenti

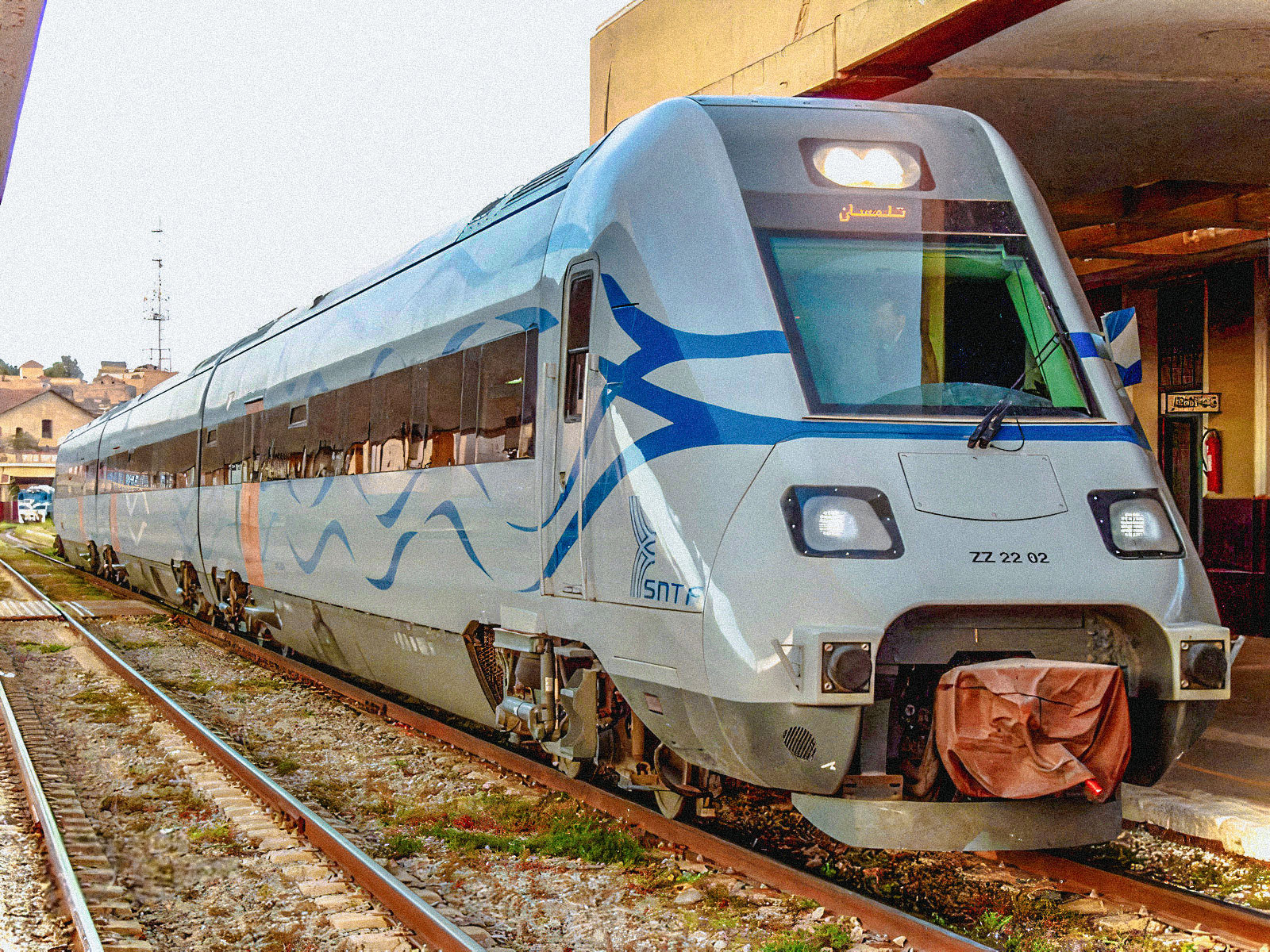
Autotreno ZZ 2202 SNTF di costruzione CAF

Stazione di Agha, in Algeri

Il 20 luglio 2005 il governo algerino costituì l'Anesrif (Agenzia nazionale per lo studio e il monitoraggio degli investimenti ferroviari), una società per controllare e gestire la rete ferroviaria e il nuovo piano di investimenti pubblici volto a raggiungere il totale di 12 500 km nel 2025.
Uno dei progetti più ambiziosi dell'Anesrif fu quello di una nuova linea ferroviaria ("Hauts Plateaux") che attraversasse l'intero paese da Est ad Ovest a supplemento dell'esistente linea costiera. Nel 2011 Anesrif siglò un contratto con un consorzio di cui faceva parte Siemens per l'installazione di ETCS tipo 1 su 290 km di tratte in corso di completamento.
Altri progetti riguardavano una ferrovia da Tlemcen fino ad Akid Abbas, al confine col Marocco, confine chiuso dal 1994. Altro progetto, una linea "loop" di connessione Hassi Messaoud-Ouargla-Ghardaïa-Laghouat-Djelfa. E inoltre l'ammodernamento e il raddoppio di varie linee, tra cui la Birtouta-Zéralda.
Nel 2010 erano stati aperti 315 km di linee nuove, la Bordj Bou Arreridj-M'Sila, la Ain Touta -M'Sila, la nuova linea di Béchar ed elettrificate le linee suburbane di Algeri.
Nel 2015 erano in corso i lavori su 1 324 dei 2 300 km di ferrovie previste dal piano di investimenti.

## La rete ferroviaria dello stato
La SNTF ha in dotazione una rete di 4 575 km di ferrovie delle quali, sono in esercizio solo 3 854 km. La rete è costituita da linee i cui scartamenti sono, per 3 490 km a scartamento normale (di cui 323 km elettrificati) e 1 085 km a scartamento ridotto, 1 055 mm (dato del 2014). Nel complesso il doppio binario è presente per 450 km. Le stazioni ferroviarie in attività sull'intera rete sono 217. Il programma di sviluppo prevede tuttavia l'abbandono dello scartamento ridotto e l'estensione a 6553 km della rete ferroviaria.
Dati del traffico (nel 2014):
- 32 700 000 viaggiatori
- 29 600 000 viaggiatori hanno utilizzato i servizi della Banlieu di Algeri (2014)[27]
- 3 100 000 viaggiatori interurbani)
- 5 000 000 tonnellate di merci trasportate[28]

## Il trasporto pubblico su ferro in Algeria
Tranvie urbane e interurbane

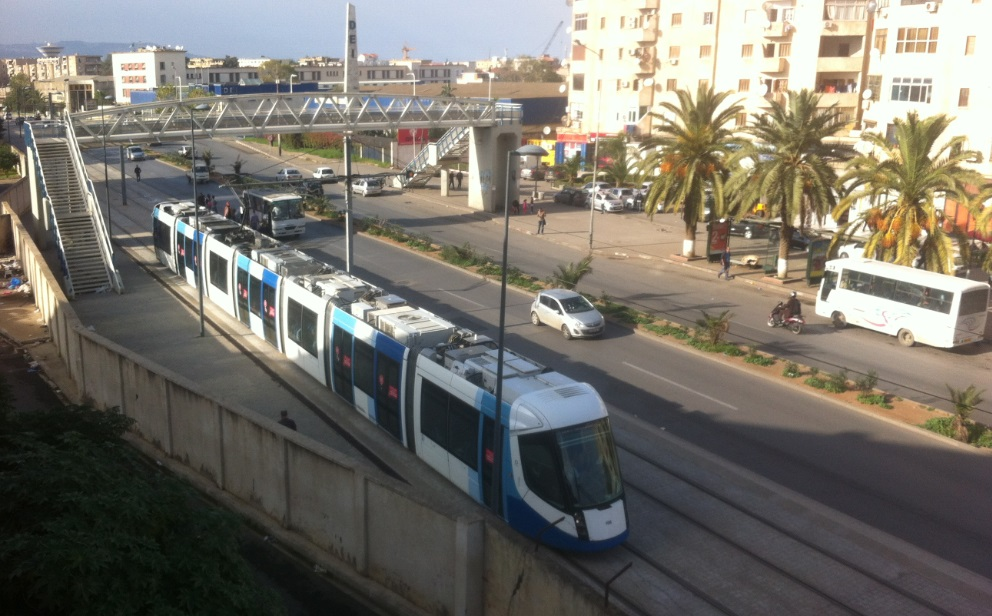
Tram Citadis ad Algeri, in Avenue Bekri Bouguerra, nel 2014

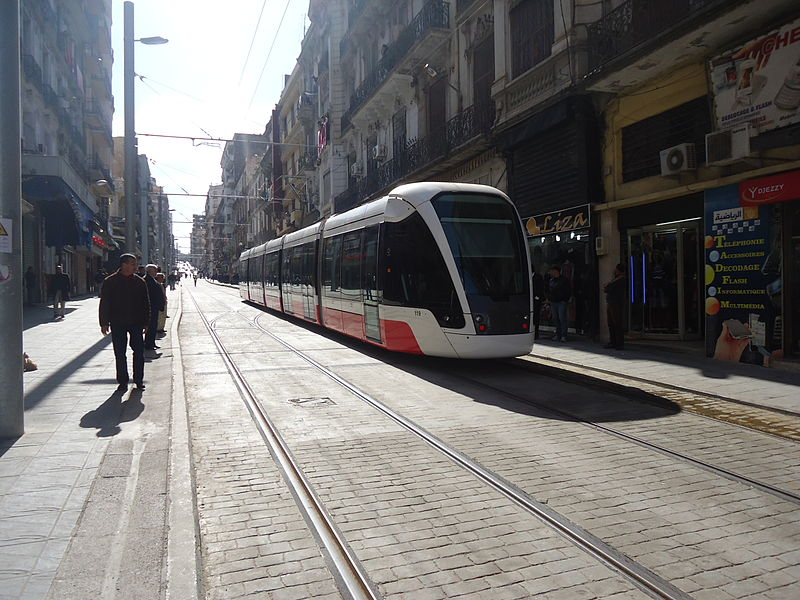
Tranvia di Orano

Nel passato ad Algeri esisteva una vasta rete tranviaria; una era quella concessa nel 1897 alla Société des tramways algériens, filiale della Thomson-Houston (progenitrice della Alstom). Un'altra era concessa alla Société des chemins de fer sur route d'Algérie (CFRA), e si estendeva da Bab El-Oued a El-Harrach passando per Bab Azzoun e Belouizdad. Una terza linea era quella concessa alla Société anonyme des Tramways et Messageries du Sahel. Nel dicembre 1959 tutte le reti tranviarie furono soppresse.
Dal 2011 Algeri è servita da una nuova linea tranviaria gestita da Setram, un gruppo franco-algerino, controllato fino al 2023 da RATP.
A Costantina, dal 2008, è in costruzione una rete tranviaria interurbana. Il 30 maggio 2012 vennero fatte le prime prove tecniche di una linea di 9 km con 10 stazioni.
La tranvia di Orano è un altro progetto che interessa l'agglomerato urbano di Orano con un'estensione prevista di 48 km. La prima apertura è stata nel 2013.
Tranvie in costruzione
- Tranvia di Annaba, inizio lavori 2015.
- Tranvia di Batna, inizio lavori a fine 2015.
- Tranvia di Mostaganem, lavori iniziati il 4 agosto 2013.
- Tranvia di Ouargla, inizio lavori il 27 luglio 2013.
- Tranvia di Sétif, inizio lavori l'8 maggio 2014.
- Tranvia di Sidi Bel Abbès, inizio lavori il 1º giugno 2013.

Metropolitane
Metropolitana di Algeri: la progettazione della linea risale al 1971 ma per varie motivazioni economiche, tecniche e politiche i lavori andarono a rilento; la prima sezione di 450 m fu completata nel 1994 seguita da un'altra di 650 m. L'inaugurazione della linea è avvenuta nel 2011; il prolungamento fino ad El Harrach Centre è stato inaugurato il 5 luglio 2015.
Metropolitana di Orano. Pianificata come metropolitana automatica, senza conducente, è ancora allo Stato di progetto.